# فرودگاه فلایینگ تام
فرودگاه فلایینگ تام (به انگلیسی: Flying Tom Airport) یک فرودگاه خصوصی است که یک باند فرود چمن و شن دارد و طول باند آن ۴۸۷ متر است. این فرودگاه در کشور ایالات متحده آمریکا قرار دارد و در ارتفاع ۹۱ متری از سطح دریا واقع شده است.